# Inga crassiflora
Inga crassiflora är en ärtväxtart som beskrevs av Adolpho Ducke. Inga crassiflora ingår i släktet Inga och familjen ärtväxter. Inga underarter finns listade i Catalogue of Life.